# Haggen (St. Gallen)

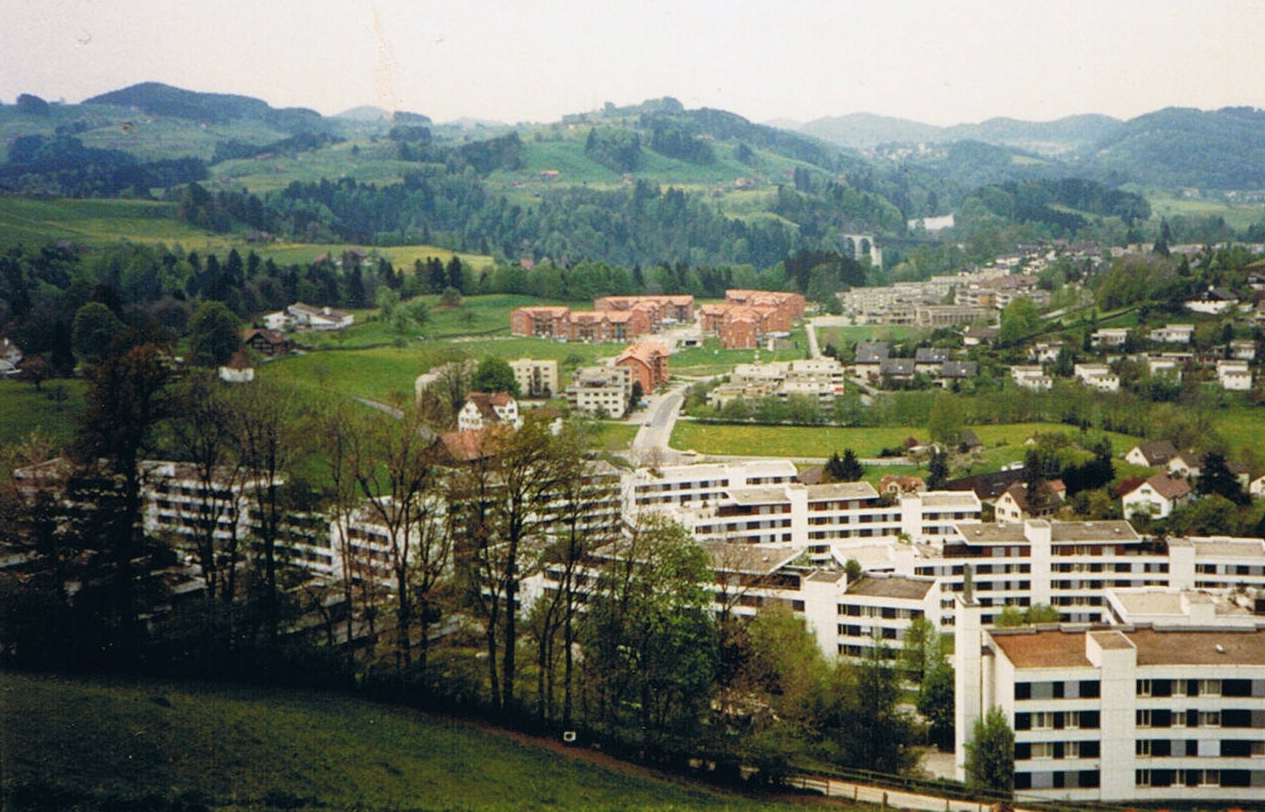
Haggen 1987, Blick nach Westen. Im Vordergrund: Schlössli-Quartier, Bildmitte: Haggenschlössli, links: Kapelle St. Wolfgang

Haggen (von althd. hacko, hago, haggo, mhd. hake, hagge: vorspringender Berg) ist ein Wohnviertel im Südwesten der Stadt St. Gallen. Es gehört zum politischen Kreis West, zur Ortsbürgergemeinde Straubenzell und zur Quartiergruppe Bruggen, wovon es den südlichen und mit rund 670–770 m.ü.M höher gelegenen Teil bildet. Als Teil der ehemaligen Gemeinde Straubenzell wurde Haggen 1918 in St. Gallen eingemeindet. Das Quartier wird im Süden von den Flüssen Wattbach und Sitter, im Osten vom Menzlenwald und im Norden und Osten durch die Bahnlinie der SOB begrenzt. Wattbach und Sitter bilden zugleich die Grenze zum Kanton Appenzell Ausserrhoden.

## Topographie und Geomorphologie
Die Topographie Haggens ist im Wesentlichen eiszeitlich geprägt. Insbesondere das Stein am Rhein-Stadial der Würmeiszeit hat in der Molasselandschaft seine Spuren hinterlassen. Die vorherrschende Grundmoränendecke wird von Seiten- und Endmoränenwällen durchzogen (so beispielsweise die langgestreckte Hügelkette nördlich der Oberstrasse mit den Quartieren Wilen, Haggenhalden und Bernhardswis oder die Kuppe auf welcher die Kapelle St. Wolfgang steht). Der moorig-sumpfige Bereich beim Boppartshof ist ein Überbleibsel eines ehemaligen Gletschersees, welcher sich nach dem Rückzug der Sitter-Zunge des Bodensee-Vorlandgletschers vor ca. 19'000 Jahren gebildet hatte. Beim Lindeli und Menzlen kommt der anstehende Felsuntergrund der oberen Meeresmolasse zum Vorschein. An etlichen, schönen Aufschlüssen finden sich in diesem Sedimentgestein fossile Muscheln und Meerestiere sowie deren Abdrücke. Nach dem Rückzug der Gletscher konnten sich Wattbach und Sitter ins Gelände einfressen und formten so die heute eindrückliche Schluchtenlandschaft. Haggen liegt höher als das Stadtzentrum von St. Gallen und bietet eine schöne Aussicht auf den Bodensee, das Fürstenland und den Alpstein. Das Gelände ist nach Osten, zum Menzlen hin ansteigend. Wald ist nur in der Wattbach- und Sitterschlucht sowie auf dem Menzlen vorhanden. In den übrigen, nicht überbauten Bereichen dominieren Wiesen.

## Geschichte
In Haggen sind bisher keine Hinweise auf eine stein- oder bronzezeitliche Besiedlung aufgetreten. Das Gebiet war entweder nicht besiedelt oder entsprechende Funde sind uns bisher verborgen geblieben. Es fehlen auch Hinweise aus keltischer und römischer Zeit. Ein im Jahre 1824 entdeckter römischer Münzschatzfund im Moos bei Bruggen wird in der Fachliteratur als schicksalhaftes Einzelereignis interpretiert und nicht als Indiz für eine römische Präsenz.
Die erste schriftliche Erwähnung von Haggen stammt aus dem Hochmittelalter. Im Jahre 1219 werden Zinsen ad Hacon et ad Bruccon et ad Chrazarun erwähnt. Es dürfte sich nur um einige wenige Höfe gehandelt haben, welche zur Hoheit des Klosters gehörten und fest in dessen Herrschaft eingebunden waren.
Der Flurname Haggen rührt vermutlich von der bei der Sitter- und Wattbachschlucht beinahe senkrecht abfallenden Felswand her, welche dort zum Gelände annähernd einen rechten Winkel, einen "Haken", bildet.
Haggen umfasst heute die Quartiere Hinterberg, Wolfganghof, Boppartshof, Bernhardswis, Rosenbüchel, Schlössli und Wilen.

## Wirtschaft und Infrastruktur
Haggen ist in erster Linie ein Wohnquartier. Industrie gibt es nur im Bereich des SOB-Bahnhofs St.Gallen-Haggen mit der Debrunner Koenig AG. Am Schlössli- und Wilenhang gibt es einige wenige Bauernhöfe. Restaurants sind nicht zahlreich, wobei v. a. das Haggenschlössli zu nennen ist. Einkaufsmöglichkeiten gibt es im Wolfganghof und beim Bahnhof. Die Anknüpfung an das öffentliche Verkehrsnetz wird durch den SOB-Bahnhof St.Gallen-Haggen und die Buslinien 2, 7 und 8 der VBSG gewährleistet. Das Quartier verfügt über ein Primarschulhaus, das Schulhaus Boppartshof sowie über mehrere Kindergärten und Spielgruppen. Vier Brücken verbinden Haggen mit Appenzell Ausserrhoden, die Eisenbahnbrücke der SOB, die "Ganggelibrugg" sowie zwei historische Hüslibrücken über Sitter und Wattbach aus dem Jahre 1787.
Beliebte Ausflugsziele sind die Kapelle St. Wolfgang, das Haggenschlössli sowie die Spazierwege am Menzlen und im Bereich der Brücken. Am Bahnhof St. Gallen-Haggen beginnt der St. Galler Brückenweg.